# ヤマダカレハ
ヤマダカレハ（学名 : Kunugia yamadai）は、チョウ目カレハガ科に属するガの一種である。

## 名前の由来
種小名yamadaiおよび和名は昆虫学者の山田保治に因む。

## 分布
本州、四国、朝鮮半島。

## 形態
開長はオスが約75mm、メスが約103mm。成虫は、淡い褐色の体色をしており、年1回、10~11月ごろに平地の雑木林に発生する。幼虫と繭には毒針毛があり、触れるとかぶれる。また、幼虫は頭部付近に毒針毛の束を2束持っており、刺激を受けるとこの束は膨らむ。終齢幼虫は最大80mmに達し、6~7月に発生する。

## 食草
幼虫はブナ科のクヌギ、コナラ、アベマキなどを食草とする。